# Make Yourself
Albums de Incubus
S.C.I.E.N.C.E.
(1997) When Incubus Attacks Volume 1
(2000)
Make Yourself est le troisième album du groupe Incubus, sorti chez Sony le 26 octobre 1999. Trois singles, en sont extraits, Pardon Me, Drive et Stellar. Cette dernière est d'ailleurs apparue dans la bande-son du jeu Guitar Hero, sur PlayStation 2.
Pour beaucoup de fans, cet album est considéré comme un tournant pour le groupe : le son possède une meilleure qualité que sur les précédents albums, tandis que les paroles écrites par Brandon Boyd semblent plus matures. Cet album est par ailleurs le premier à avoir été enregistré avec le nouveau DJ Chris Kilmore depuis le départ de DJ Lyfe, renvoyé pour de nombreux désaccords avec le reste du groupe.

## Structure musicale
Alors que les précédentes compositions du groupe se caractérisaient par un son lourd et saturé proche du nu metal, supporté par le jeu truffé d'effets sonores en tout genre du guitariste Mike Einziger et du slapping incisif du bassiste Alex "Dirk Lance" Katunich, le tout mêlé à des influences de breakbeat et d'electronica, cet album marque un profond changement dans ces éléments qui caractérisaient jusqu'alors le groupe, bien qu'ils soient conservés dans leur globalité.
Ainsi, le chroniqueur Steve Huey du site musical AllMusic indique que « là où "S.C.I.E.N.C.E." passait brutalement du [ funk-rock au metal ] sans toujours réussir à fusionner correctement les 2 genres, "Make Yourself" introduit un groupe mieux "installé" dans son propre son, et encore une fois, il en ressort d'excellents singles. Mais encore une fois, il subsiste quelques maladresses "signées" Incubus. Cependant, l'album devra dans son ensemble plaire aux fans ».
Certains fans et critiques ont toutefois reproché le quasi-abandon du caractère fougueux, créatif et expérimental des albums précédents au profit d'une orientation plus pop et concise.

## Liste des pistes
Toutes les chansons sont écrites et composées par Brandon Boyd, Michael Einziger, Alex Katunich, Chris Kilmore et Jose Pasillas.
| 1.  | Privilege                | 3:54 |
| 2.  | Nowhere Fast             | 4:30 |
| 3.  | Consequence              | 3:18 |
| 4.  | The Warmth               | 4:24 |
| 5.  | When It Comes            | 4:00 |
| 6.  | Stellar                  | 3:20 |
| 7.  | Make Yourself            | 3:03 |
| 8.  | Drive                    | 3:52 |
| 9.  | Clean                    | 3:55 |
| 10. | Battlestar Scralatchtica | 3:49 |
| 11. | I Miss You               | 2:48 |
| 12. | Pardon Me                | 3:44 |
| 13. | Out From Under           | 3:28 |

| 14. | Crowded Elevator (présent sur la BO de Scream 3) | 4:46 |

## Personnel

### Incubus
- Brandon Boyd : chant, percussions
- Mike Einziger : guitare, sitar électrique sur Nowhere Fast
- Alex Katunich (alias "Dirk Lance") : basse
- Chris Kilmore (alias "DJ Kilmore") : platines
- Jose Pasillas : batterie

### Invités
- Dave Holdridge : violon sur Drive et I Miss You
- Cut Chemist et DJ Nu-Mark : scratches additionnels sur Battlestar Scralatchtica